# 花地大道
花地大道位于中华人民共和国广州市荔湾区芳村东部，是一条呈南北走向的主干道，是广州八大城市出入口之一。全路分北、中、南三段，北端和芳村大道相交後连接珠江隧道，至浣花路为花地大道北；往南至鹤洞路为花地大道中；微向西折至沙尾大桥止为花地大道南，接永安路、南港路和三山大道交界的南港立交。道路全长6.85公里、宽40米，双向8车道，中间有绿化隔离带。

## 概况
花地大道位于荔湾区芳村东部，因穿过花地而得名。道路全长6.85公里，北端起于珠江隧道口，南端止于沙尾桥并连接位于佛山市南海区平洲的广中公路路段。道路混凝土路面宽为40米，为双向8车道，中间有绿化隔离带，是原芳村区南北向的一条主干道，走向大致于广州地铁1号线平行。该道路是该地区两大主干道之一，当地居民称其为新公路；是广州市区八大出入口之一。
道路分为北、中、南共三段，南段是原广中公路的一部分，后易名花地大道南。是广州西南重要出入口。花地大道北、中段由广州市市政工程研究院设计，芳村区市政工程公司建设，路段内有10座中桥。道路范围内现共有2个立交，分别是花地大道一龙溪路立交（龙溪立交）和花地大道一鹤洞路立交（花地大道一广中路立交），还有一已被拆除的花地大道一芳村大道立交（花地立交桥），均在花地大道扩建时修建。

## 历史

### 花地大道南段（原广中公路）
广中公路（包括现鹤洞路与花地大道南路段）建成于1951年，建成时为泥沙路面，1964年改建为宽8米的柏油路面，1990年底规划将扩宽路面至40—60米:115。1992年，广中公路部分路段易名花地大道南。1994年5月道路扩宽工程开始实施，将路面扩宽至40米，1999年扩宽工程竣工。

### 花地大道北、中段
花地大道北、中两段工程于1988年6月动工建设:31，1990年底基本竣工并初步简易通车，1992年6月25日建成:31。1992年道路开始扩宽工程，并修建花地大道一芳村大道立交（花地立交桥）、花地大道一龙溪路立交（龙溪立交）和花地大道一鹤洞路立交（花地大道一广中路立交），次年扩宽工程竣工:89。2004年11月25日开始对道路隧道口至浣花路路段进行扩宽改造，同年12月底完成:92。1997年兴建的地铁一号线在花地大道地下穿过，曾重新挖开道路路面，地铁工程竣工后进行了修复:89。

## 与之交汇道路
顺序由北往南排列，粗体字为主干道
- 珠江隧道
- 芳村大道
- 荣兴路
- 花蕾路
- 喜鹊路
- 浣花路
- 龙溪大道
- 鹤洞路
- 环翠西路
- 增南路

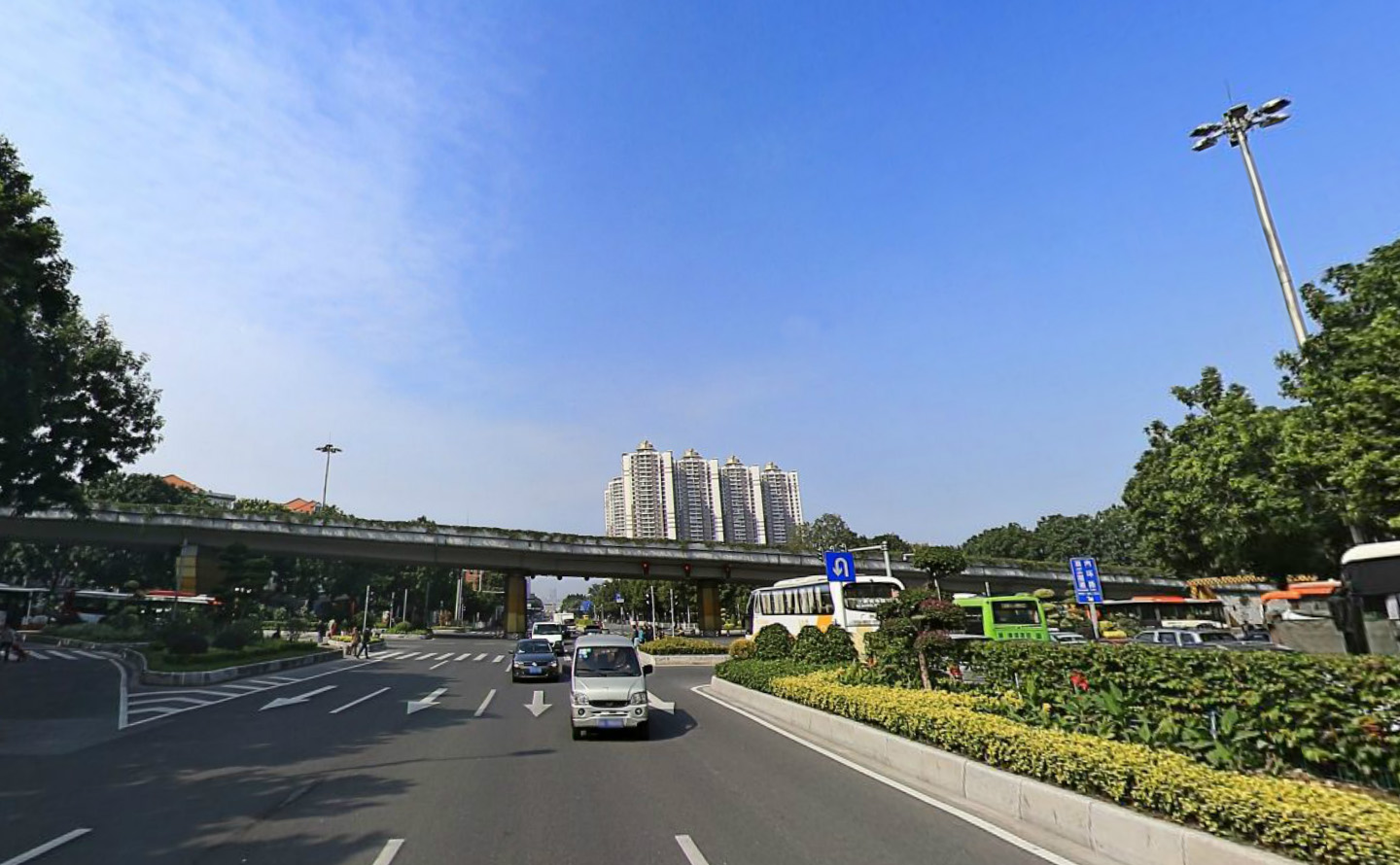
花地大道一芳村大道立交，现已被拆除，摄于2013年

- 广州环城高速公路海南站、广珠西线高速公路南丫站
- 海龙路
- 沙尾大桥、永安路、南港路、三山大道

## 公共交通
- 广州地铁1号线芳村站、花地灣站、坑口站、西塱站
- 广州地铁10号线西塱站
- 广州地铁11号线芳村站
- 广佛地铁西塱站

均在鄰近花地大道位置設有出入口。